# Zatím dobrý (album)
Zatím dobrý je šestnácté studiové album české hudební skupiny Spirituál kvintet, vydané v roce 2009.

## Seznam skladeb
| Pořadí         | Název                | Délka |
| -------------- | -------------------- | ----- |
| 1.             | Víc času nám dej!    | 2:31  |
| 2.             | Život z partesů      | 4:13  |
| 3.             | Sedmá pečeť          | 3:23  |
| 4.             | Tohle už znám        | 3:29  |
| 5.             | Daniel               | 2:02  |
| 6.             | Ábel nebo Kain       | 2:51  |
| 7.             | Pláči čest!          | 1:36  |
| 8.             | Zem, kde stále svítá | 3:56  |
| 9.             | Hlas shůry           | 3:24  |
| 10.            | Plány Žána de Lány   | 2:10  |
| 11.            | Jak to mám říct      | 4:47  |
| 12.            | Když jdu spát        | 4:06  |
| 13.            | Poslední píseň       | 2:34  |
| Celková délka: | Celková délka:       | 41:02 |